# Moreno Bambi
Moreno Bambi (Montespertoli, 17 luglio 1934 – Lucca, 27 agosto 2006) è stato un dirigente d'azienda e politico italiano.
Esponente della Democrazia Cristiana, fu eletto alla Camera in occasione delle elezioni politiche del 1976, ottenendo 25 755 preferenze; fu rieletto alle politiche del 1979 con 30 391 preferenze e alle politiche del 1983 con 25 930 preferenze.
Ricoprì l'incarico di presidente provinciale della Confcooperative di Lucca.